# Christian Nielsen (skolemand)
 For alternative betydninger, se Christian Nielsen. (Se også artikler, som begynder med Christian Nielsen)
Morten Christian Nielsen (født 24. juli 1835 i Skibsted ved Aalborg - 15. december 1891 på Hindholm Højskole) var en dansk højskolemand. 
Nielsen var søn af en snedker, i hvis fag han begyndte at arbejde; men da havde boglige evner, kom han på Jonstrup Seminarium, hvorfra han dimitterede i 1856. Han blev herefter ansat ved Garnisonsskolen i Altona, og efter to år blev han lærer ved Hindholm Folkehøjskole og medhjælper ved opdragelsesanstalten på Holsteinsminde. Som løjtnant deltog han i krigen 1864 og blev taget som krigsfange ved Dybbøls fald og fremhævedes af overkommandoen for mod og udholdenhed i kampen. 
Efter krigens ophør vendte han tilbage til sin lærergerning og overtog 1867 på egen hånd skolen, ligesom han 1870 indtrådte i bestyrelsen for Holsteinsminde, som han ledede til 1879, hvor L. Budde afløste ham. Ved siden af sin betydelige højskolevirksomhed (han havde til tider henimod 200 elever) fik han dog lejlighed til litterære sysler. 
Han udgav månedsskriftet Hindholm (1863-83), Holsteinsminde, philantropiske Meddelelser (1876) samt i oversættelse Om Dannelse og Selvopdragelse af Channing (1866). Nielsen kæmpede ivrig for forsvarssagen og skyttebevægelsen samt for afholdssagen. Han kan betegnes som "den betydeligste højskolemand uden for den grundtvigske kreds". 